# Lưu Lê
Lưu Lê (? - 389), người quận Bành Thành, là một lãnh tụ khởi nghĩa chống Tấn vào cuối thế kỉ thứ IV. Năm 389 thời Tấn Hiếu Vũ Đế, Lưu Lê làm phản xưng đế ở Hoàng Khâu. Tướng Tấn là Lưu Lao Chi đem quân tiến đánh và dẹp tan lực lượng của Lưu Lê, Lê bị giết.